# Данилян, Геворг Вардкесович
Геворг Вардкесович Данилян (род. 7 сентября 1928, Ереван) — российский и советский учёный-физик, специалист в области экспериментальной физики атомного ядра, член-корреспондент РАН.

## Вехи биографии
- Окончил вечернюю школу рабочей молодежи.
- Поступил в Московский механический институт (ныне МИФИ) на инженерно-физический факультет.
- Прошел преддипломную практику на высокогорной станции (на горе Арагац) по исследованию космических лучей, руководимой А. И. Алиханяном.
- Дипломную работу выполнил в лаборатории И. В. Курчатова на базе (ныне комбинат «Маяк»).
- После защиты дипломной работы был направлен в Лабораторию № 3, руководимую А. И. Алихановым (ныне Институт теоретической и экспериментальной физики).
- 26 мая 2000 года был избран членом-корреспондентом РАН в отделение физических наук.

## Основные научные результаты
- Обнаружение тонкой структуры дипольного гигантского резонанса в лёгких ядрах, Р-нечётной асимметрии излучения γ-квантов захвата поляризованных тепловых нейтронов ядром 117Sn, Р-нечётной асимметрии разлета осколков деления ядер 233U, 235U и 239Pu поляризованными тепловыми нейтронами,
- Поиск и обнаружение Р-нечётной асимметрии сечения резонансного рассеяния циркулярно-поляризованных γ-квантов ядром 205Tl, формально Т-нечётной угловой корреляции в тройном делении ядер 233U, 235U поляризованными холодными нейтронами, лево-правой асимметрии эмиссии мгновенных нейтронов деления ядер 235U поляризованными тепловыми нейтронами, Р-нечётной асимметрии эмиссии мгновенных нейтронов деления ядер 235U поляризованными холодными нейтронами.
- Обнаружение эффекта вращения делящегося ядра в процессе 235U(n, γf), индуцированном поляризованными холодными нейтронами.

## Награды
- Благодарность Президента Российской Федерации (5 февраля 2024 года) — за заслуги в развитии отечественной науки, многолетнюю плодотворную деятельность и в связи с 300-летием со дня основания Российской академии наук[1]